# Saman-Depe
Das Saman-Depe Gasfeld (Gasowoje mestoroschdenije Saman-Depe; russisch Газовое месторождение Саман-Депе, wiss. Transliteration Gazovoe mestoroždenie Saman-Depe, en.: Saman-Depe Gas Field) ist ein großes Erdgasfeld in der Provinz Lebap welaýaty von Turkmenistan. Das Feld ist Teil des Bagtyyarlyk-Gas-Fördergebiets. Man schätzt die gesamte Produktionsleistung auf 25–30 Milliarden Kubikmeter pro Jahr. Der Höhepunkt der Produktion (peak of production) wird für 2015–2020 angenommen. Saman-Depe gilt zusammen mit dem Gasfeld von Altyn Asyr als das größte Gasfeld in der Region. Das Konzessionsgebiet von Bagtyyarlyk wird auf insgesamt 1.7 Billionen Kubikmeter geschätzt und besteht aus 17 Gas- und Gaskondensat-Vorkommen auf dem rechten Ufer des Amudarja:
- Saman-Depe, Farap (bereits in der Förderung);
- Metedzhan, Kishtivan, Sandykty (gesichert),
- Akgumalam, Tangiguyi, Ildzhik, Yanguyi, Chashguyi, Girsan, Beshir, Bota, Uzyngyi, Bereketli, Pirgyi (exploriert)

Saman-Depe ist das größte der 17 Vorkommen mit Reserven von ca. 80 Mrd. Kubikmetern.
Die erste Gasquelle (No. 53/1) mit einer Tiefe von 2533 m wurde von dem Subcontractor Sichuan Petroleum erbohrt. Die China National Petroleum Corporation (CNPC) repariert auch 50 Quellen, welche in den 1980ern von turkmenischen Spezialisten erschlossen wurden.
Im Dezember 2009 begründeten die Präsidenten von Turkmenistan, China, Usbekistan und Kasachstan die Turkmenistan-China Gas Pipeline und den Baubeginn der Gasaufbereitungsanlage in Saman-Depe. Die Anlage wurde gebaut zur Aufbereitung und Reinigung von  jährlich 5 miard. Kubikmeter Gas. Zusätzlich produziert die Anlage ca. 180.000 t Kondensat. Der Bau erfolgte durch Sofregaz und Technip. Turkmenistan plant den Bau einer zweiten Anlage mit einer Kapazität von 8 miard. Kubikmetern pro Jahr.